# Nossa Senhora de Fátima (Lisboa)
Nuestra Señora de Fátima era una freguesia portuguesa del municipio de Lisboa, distrito de Lisboa.

## Historia
Fue suprimida el 8 de noviembre de 2012, en aplicación de una resolución de la Asamblea de la República portuguesa al unirse con la freguesia de São Sebastião da Pedreira, formando la nueva freguesia de Avenidas Novas.

## Patrimonio
- Conjunto de edificios de la Avenida da República
- Antigua mansión de los Vizcondes de Valmor
- Iglesia de Nuestra Señora de Fátima (Lisboa)
- Casa de la Moneda y Valores Sellados
- Fundación Calouste Gulbenkian